# قرار مجلس الأمن التابع للأمم المتحدة رقم 2029
قرار مجلس الأمن التابع للأمم المتحدة رقم 2029، المتخذ بالإجماع في 21 ديسمبر 2011، بعد التذكير بالقرار 2013. مدد المجلس فترة عمل أربعة قضاة في الدائرة الابتدائية للمحكمة الجنائية الدولية لرواندا حتى 30 حزيران/يونيه 2012 أو قبل ذلك إذا اكتملت محاكماتهم.

## روابط خارجية
- نص القرار في undocs.org